# Caccodes zaragozai
Caccodes zaragozai es una especie de coleóptero de la familia Cantharidae.

## Distribución geográfica
Habita en México.